# Максим Бохер
Макси́м Бо́хер (англ. Maxime Bôcher; 28 серпня 1867 — 12 вересня 1918) — американський математик і педагог. Він публікував праці в галузі диференціальних рівнянь, числових рядів і алгебри, написав всього близько 100 наукових статей.
Максим Бохер був членом Американської академії мистецтв і наук (1899), академіком Національної академії наук США (1909), президентом Американського математичного товариства (1909—1910), членом Американського філософського товариства (1916). Бохер був також одним з редакторів журналу Annals of Mathematics, засновником і першим редактором періодичного видання Transactions of the American Mathematical Society.

## Життєпис
Максим Бохер народився в Бостоні (штат Массачусетс) у сім'ї професора сучасних мов з Массачусетського технологічного інституту Фердінанда Бохера (англ. Ferdinand Bôcher та його дружини Керолайн Літтл (англ. Caroline Little). Отримав добротну домашню освіту, у 1883 році закінчив місцеву Кембриджську латинську школу. У 1888 році закінчив Гарвардський університет здобувши диплом бакалавра. Під час навчання у Гарварді Бохер опанував надзвичайно широке коло дисциплін, у тому числі математику, філософію, латинську та інші мови, хімію, зоологію, географію, геологію, метеорологію, мистецтво Давнього Риму і музику.
Продемонстровані ним видатні наукові здібності дозволили заслужити одразу декілька стипендій, на які Бохер виїхав до Європи; там він відвідував Геттінгенський університет, де познайомився з Феліксом Кляйном та іншими провідними математиками: Артуром Шонфлісом, Германом Шварцом, Ісаєм Шуром і Вольдемаром Фогтом. У 1891 році Бохер став доктором філософії, захистивши у Геттінгені дисертацію на тему «Über die Reihenentwicklungen der Potentialtheorie» (Про розкладання функції потенціалу в ряд), яка була виконана на пропозицію Кляйна. За цю працю Бохер отримав премію від Геттінгенського університету.
У тому ж 1891 році Бохер зустрів у Геттінгені Марі Німанн (нім. Marie Niemann), у липні 1891 року вони поженилися. У їхній сім'ї народилось троє дітей: Гелен, Естер і Фредерік.
Після захисту дисертації Бохер став викладачем Гарвардського університету і працював там до кінця свого життя. У Гарварді в 1894 році він був призначений помічником професора (доцентом), а у 1904 році — професором математики. Обирався президентом Американського математичного товариства на період з 1908 до 1910 року. У 1912-му Бохер був запрошеним доповідачем на Міжнародному конгресі математиків (Кембридж, Англія).
У віці 46 років здоров'я Бохера стало різко погіршуватись. Він помер п'ять років по тому в Кембриджі (Массачусетс) після важкої і тривалої хвороби.

## Наукова діяльність
Основні праці Бохера присвячені теорії диференціальних і алгебричних рівнянь та геометрії. Він узагальнив диференціальне рівняння Ламе так, що воно включало в собі як спеціальний випадок рівняння другого порядку. Довів, що циклоїдальні поверхні забезпечують уніфіковану геометричну основу для широкого класу диференціальних рівнянь. Бохер дав перше пояснення феномену Гіббса (1906) та увів цей термін у широке використання.
У комплексному аналізі він опублікував теорему, що носить його ім'я. 
Назву «рівняння Бохера» носить диференціальне рівняння другого порядку:
{\displaystyle y''+{\frac {1}{2}}\left[{\frac {m_{1}}{x-a_{1}}}+\cdots +{\frac {m_{n-1}}{x-a_{n-1}}}\right]y'+{\frac {1}{4}}\left[{\frac {A_{0}+A_{1}x+\cdots +A_{\ell }x^{\ell }}{(x-a_{1})_{1}^{m}(x-a_{2})_{2}^{m}\cdots (x-a_{n-1})_{n-1}^{m}}}\right]y=0}.
Бохер написав низку підручників для вищої школи, його «Вступ до вищої алгебри» (Introduction to Higher Algebra, MacMillan 1907) і «Вступ до теорії інтегральних рівнянь» (Introduction to the study of Integral Equations, Cambridge University Press 1909, перевиданий у 1971 році) довгі роки служили головними посібниками з цих тем і були перекладені декількома мовами. Він також став автором декількох популярних підручників, у тому числі з тригонометрії та аналітичної геометрії.

## Меморіальна премія Бохера
Меморіальна премія Бохера (англ. Bôcher Memorial Prize) присуджується Американським математичним товариством раз на три роки за видатні дослідження в галузі математичного аналізу. Серед лауреатів премії:
- Джеймс Александер[en] (1928)
- Ерік Темпл Белл[en] (1924)
- Джордж Біркгофф (1923)
- Норберт Вінер (1933)
- Джессі Дуглас (1943)
- Ізадор Зінгер[en] (1969)
- Луїс Каффареллі (1984)
- Пол Джозеф Коен (1964)
- Соломон Лефшец (1924)
- Марстон Морс (1933)
- Джон фон Нейман (1938).
- Луїс Ніренберг (1959).

## Основні праці
- 1894: Ueber die Reihenentwicklungen der Potentialtheorie via Internet Archive
- 1900: «Randwertaufgaben bei Gewöhnlich Differentialgleichung», Encyclopädie der mathematischen Wissenschaften Band 2–1–1.
- 1907: (with E.P.R.DuVal) Introduction to Higher Algebra via HathiTrust
- 1909: Introduction to the study of Integral Equations via Internet Archive
- 1917: Leçons sur les méthodes de Sturm dans la théorie des équations différentielles linéaires et leurs développements modernes via Internet Archive.